# Шемено
Шемено (фр. Cheminot) насеље је и општина у североисточној Француској у региону Лорена, у департману Мозел која припада префектури Мец Кампањ.
По подацима из 2011. године у општини је живело 674 становника, а густина насељености је износила 58,61 становника/km². Општина се простире на површини од 11,5 km². Налази се на средњој надморској висини од 180 метара (максималној 255 m, а минималној 172 m).

## Демографија
| 1962. | 1968. | 1975. | 1982. | 1990. | 1999. | 2011. |
| ----- | ----- | ----- | ----- | ----- | ----- | ----- |
| 306   | 344   | 386   | 490   | 507   | 535   | 674   |

График промене броја становника у току последњих година